# アエロフロート6833便ハイジャック事件
アエロフロート6833便ハイジャック事件（アエロフロート6833びんハイジャックじけん）は、1983年11月18日にソビエト連邦で起きたハイジャック事件である。

## 概要
1983年11月18日、グルジアのトビリシからバトゥミに向かっていたアエロフロート航空6833便（Tu-134、乗客乗員57人）が午後4時ごろ、けん銃や手投げ弾で武装した7人組のテロリストに乗っ取られた。同機は強風のためトビリシに戻る途中だったが、テロリストたちはそのことを知らなかった。3人の犯人は客室乗務員を人質にしてコックピットに向かい、残りの4人はスカイマーシャルと思われる乗客を撃ち、乗客1人が死亡、2人が負傷した。
テロリストたちはトルコ行きを要求したが、犯人の1人が発砲し、航空機関士を殺害し、乗務員に重傷を負わせた。パイロットはテロリストを倒すためにアクロバット飛行を行い、その結果、航空機の胴体と耐過重構造にかかる負荷は許容量の3倍に達したが、同機は墜落を免れた。
同機は午後5時20分、トビリシ国際空港に緊急着陸した。犯人の1人は国外逃亡に失敗したことを悟り自殺した。
テロリストたちは給油とトルコまでの安全な飛行の保証を要求し、グルジア共産党中央委員会第一書記のエドゥアルド・シュワルナゼがテロリストと交渉を行った。水、食料、医薬品の提供と人質の解放を提案し、テロリストの家族も交渉に参加して投降を促したが、テロリストは彼らが近づけば機体を爆破し、1時間ごとに3人の人質を殺害すると脅迫した。
整備という名目で機体から燃料が抜き取られ、空港の照明は消された。11月19日午前6時55分、ソ連国家保安委員会傘下の特殊部隊であるアルファ部隊が3つのグループに分かれてハイジャック機を急襲した。テロリストの手投げ弾は爆発せず、テロリストを制圧する作戦は4‐8分で終了した。けが人は出なかった。

## 影響
ハイジャックが失敗した結果、8人が死亡（乗員3人、乗客2人、犯人3人）し、12人が負傷（乗員3人、乗客7人、犯人2人）した。捕えられたテロリストの裁判は9ヵ月続き、1984年8月、グルジアの裁判所は4人に死刑、1人に懲役14年、1人に保護観察3年を宣告した。4人の死刑は10月3日に執行された。
ハイジャックされたアエロフロート6833便は損傷が激しく、1984年1月23日に欠便となり、その後スクラップにされた。